# Ninnaji-kaidō
Le Ninnaji-kaidō (仁和寺街道, Nin'naji-kaidō) est une voie du centre-nord de Kyoto, dans les arrondissements de Kamigyō et de Kita. Orientée est-ouest, elle débute au Jōfukuji-dōri et termine au Badai-dōri.

## Description

### Situation
Le Ninnaji-kaidō est une rue du centre-nord de Kyoto, majoritairement dans l'arrondissement de Kamigyō, mais partiellement dans sa portion ouest dans l'arrondissement de Kita après le Tenjin-dōri. La rue s'étend de Jōfukuji-dōri jusqu'à une petite ruelle peu après Badai-dōri. La rue est située après le Shimochōjamachi-dōri (下長者町通) et le Kamichōjamachi-dōri (上長者町通) et précède l'Ichijō-dōri (一条通) et le Nakadachiuri-dōri (中立売通).
La rue mesure 1 600 mètres.

### Voies rencontrées
De l'est vers l'ouest. La rue est en sens unique de l'est vers l'ouest de Jōfukuji à Onmae, avant de devenir à double sens. Les voies rencontrées de la droite sont mentionnées par (d), tandis que celles rencontrées de la gauche, par (g), en gardant le sens de l'est vers l'ouest. Seules les voies portant un nom sont listées.
1. Jōfukuji-dōri (浄福寺通)
2. Tsuchiyamachi-dōri (土屋町通)
3. Senbon-dōri (en) (千本通)
4. Rokkenmachi-dōri (六軒町通)
5. Shichihonmatsu-dōri (ja) (七本松通)
6. Shimonomori-dōri (下ノ森通) - aussi appelée Aiainozushi-dōri (相合図子通)
7. Onmae-dōri (en) (御前通) - devient double sens
8. Tenjin-dōri (天神通)
9. (g) Nishidoi-dōri (西土居通)
10. (d) Hirano-dōri (平野通)
11. Nishiōji-dōri (ja) (西大路通)
12. Sai-dōri (ja) (佐井通)
13. Sainishi-dōri (ja) (佐井西通)
14. Badai-dōri (馬代通)

- Sources : (ja) Université Ritsumeikan Asia Pacific (en), « 近代京都オーバーレイマップ », sur Art Research Center,‎ 2022 (consulté le 3 novembre 2022).

### Transports en commun
La section de Nishiōji à Badai y voit circuler des autobus du réseau municipal (ja) (lignes 10 et 26) et de la West JR Bus Company (ja). Plus à l'est, la rue reste trop étroite pour la circulation à double sens.

## Odonymie
Le nom Nin'naji vient du fait qu'on y retrouvait le premier temple Ninna-ji. Il s'agissait alors d'un monzeki (門跡), temple dirigé par membre de la famille impériale, alors Shōshin-nyūdōshinnō (ja) (性信入道親王, 1005-1085). Le temple a depuis déménagé dans l'arrondissement d'Ukyō.

## Histoire
À la construction du Jūrakudai, palais secondaire de Hideyoshi, vers la fin du XVIe siècle, on retrouvait à l'est de Jōfukuji-dōri le manoir du clan Nabeshima, daimyō du domaine de Saga. La rue qui passait par le manoir, l'actuelle route Ninnaji, portait alors le nom de rue Nabechō (鍋町通り, Nabechō-dōri), du nom du quartier qui a pris le nom du manoir. La rue était alors directement reliée à la voie Ninnaji (仁和寺道, Nin'naji-michi), qui reliait le premier temple Ninna-ji à l'ouest à l'Onmae-dōri.
Durant la première année de l'ère Meiji, 1868 dans le calendrier grégorien, la rue est étendue à la rivière Kamiya (紙屋川), aujourd'hui la rivière Tenjin (ja) (天神川). Durant l'ère Kan'ei, au second quart du XVIIe siècle, le nom officiel des deux rues combinées était le Ninnaji-kaidō, mais les locaux l'appelait toujours sous le nom rue Nabechō. Incidemment, le pont qui franchit le Kamiya garde le nom Nabechō.

## Patrimoine et lieux d'intérêt
À l'est se trouve l'école primaire Seishin (ja) (京都市立正親小学校), datant de 1869, des deux côtés de la rue et touchant même Nakadachiuri. Peu après Senbon, on retrouve la chambre de commerce de Kamigyō (上京民主商工会), puis le Kamishichiken, quartier de prostituées. À la hauteur de Rokkenmachi se dresse le temple Hōdo-ji (報土寺), fondé en 869. Sa grande porte et sa salle principale ont un important intérêt régional et le temple est aussi connu pour être dédié aux prostituées du quartier voisin. À Onmae, le Hirasawa Shōten (平澤商店), spécialisé dans la vente l'alcool, est établi depuis 1892. L'école primaire Nin'naji (ja) (京都市立仁和小学校), datant de 1893 et aussi près Onmae, reprend le nom du temple qui s'y trouvait auparavant. À Nishiōji, l'église baptiste Rakusai, datant de 2006. Après la rivière Tenjin, plusieurs restaurants ont ouverts au XXIe siècle.
Au niveau de Sainishi, le gymnase préfectoral de Kyoto (ja) (京都府立体育館), établi en 1971, y a plusieurs bâtiments. L'école primaire Taishōgun (大将軍小学校) aussi près Sainishi y est ouvert depuis 1930, dû à la demande dans le quartier. À l'extrémité ouest de Ninnaji se trouve la campus Hanazono (花園校舎) de l'université préfectorale de médecine de Kyoto et l'école secondaire Yamashiro (ja) (京都府立山城高等学校).

Quelques monuments sur la rue
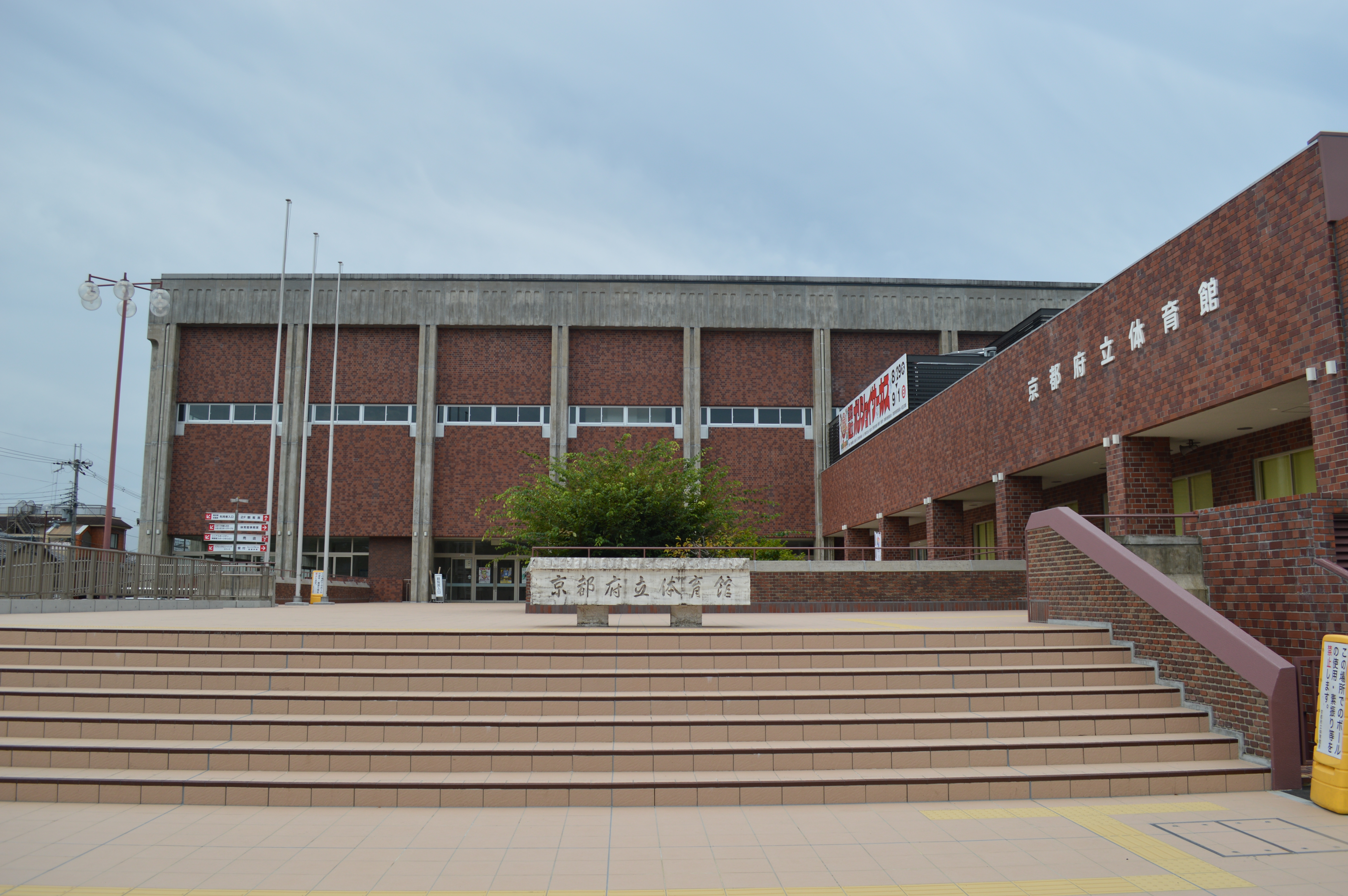
Gymnase préfectoral
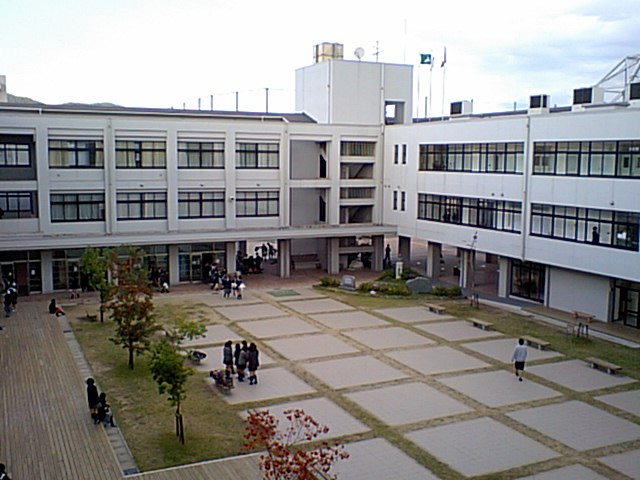
Édifice principal de l'école Yamashiro